# Museo Departamental de Ciencias Naturales
El Museo de Ciencias Naturales Federico Carlos Lehmann o Museo Departamental de Ciencias Naturales es un museo de  ciencias naturales ubicado en Santiago de Cali, Colombia. Forma junto a la Biblioteca Departamental Jorge Garcés Borrero, el Museo Interactivo Abrakadabra y el Centro para la Innovación e Investigación Pedagógica (CIIP) el macro-proyecto Manzana del Saber.

## Historia

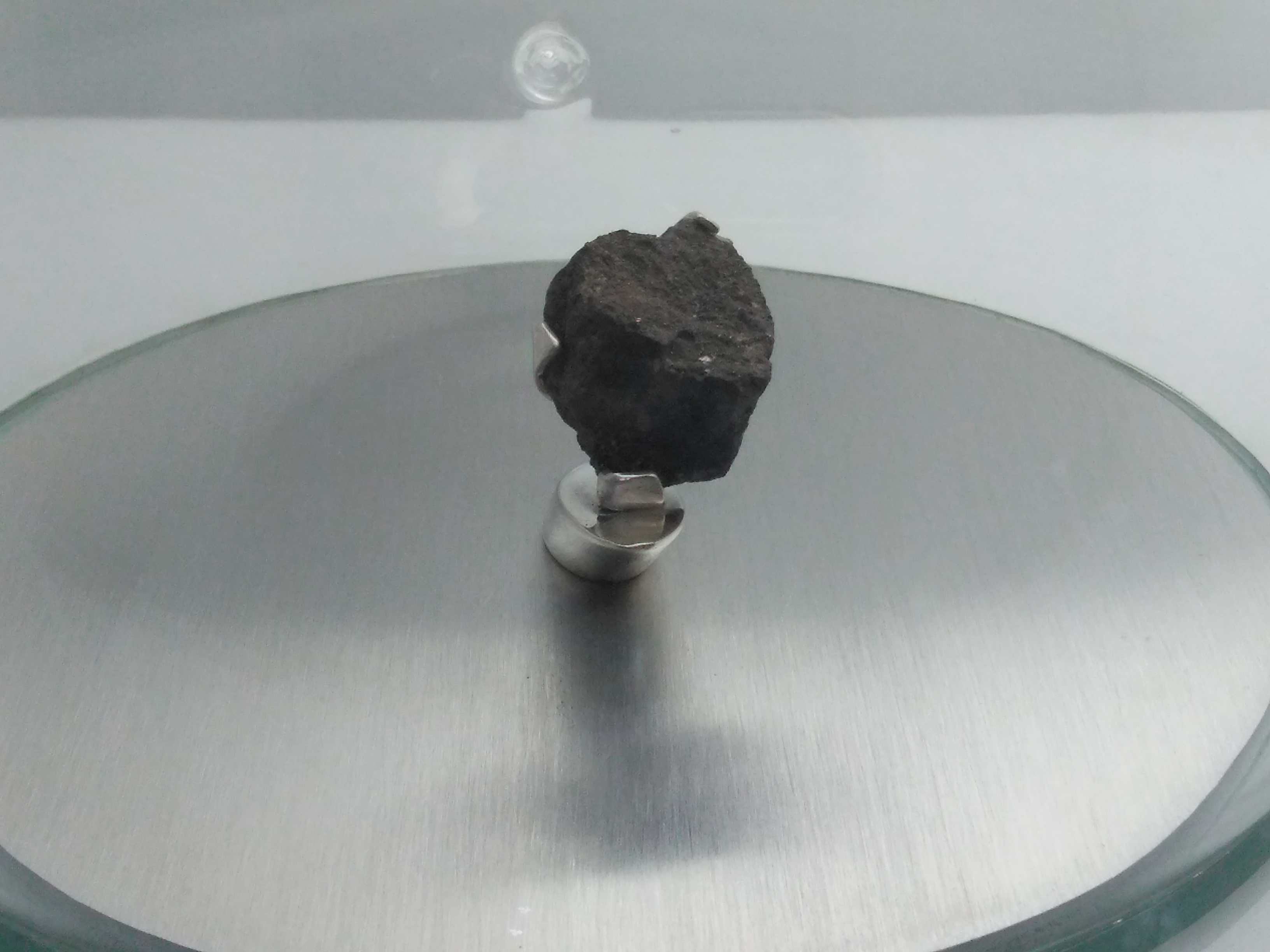
Fragmento del Meteorito de Cali, caído en 2007.

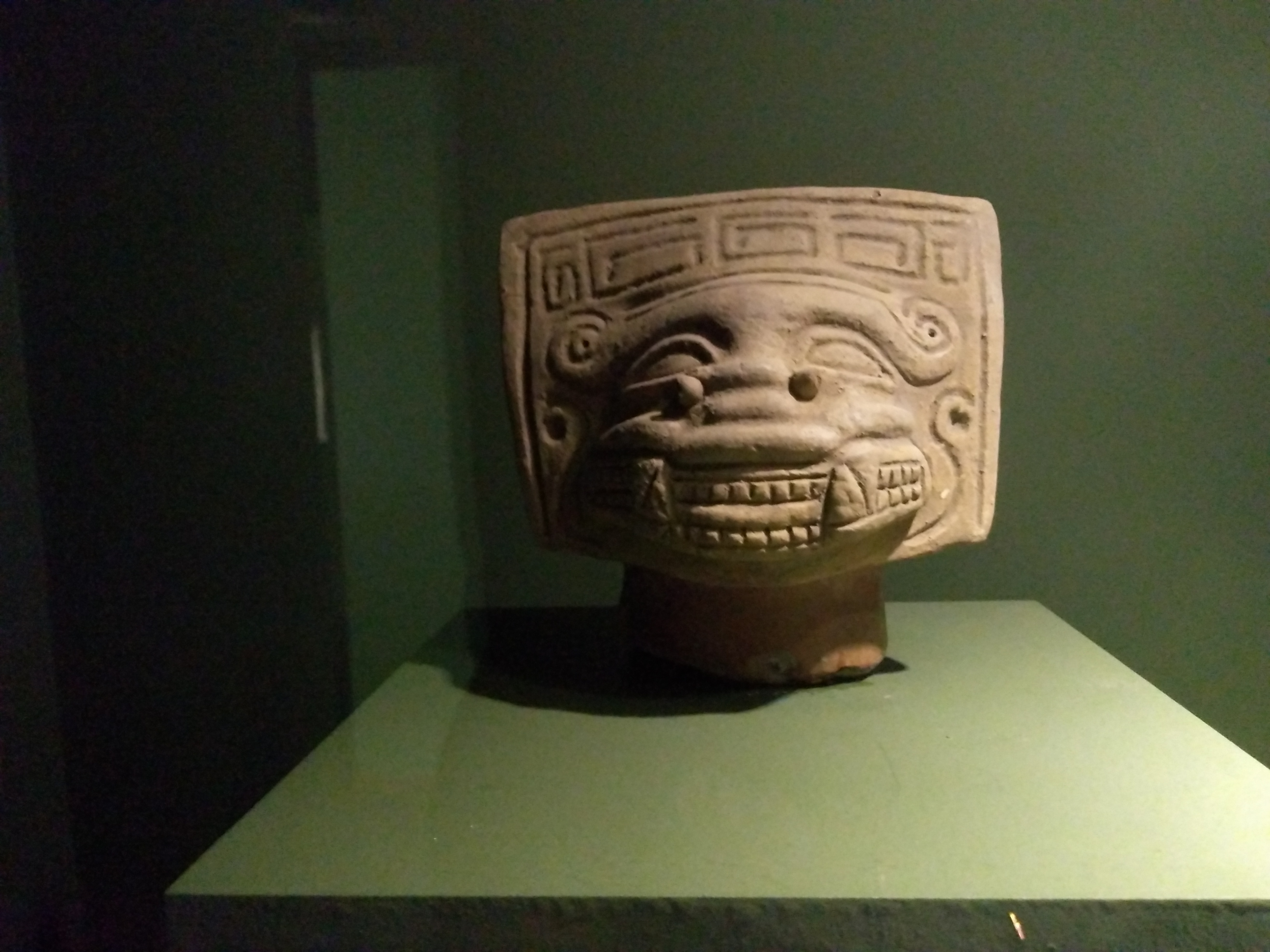
Muestra de arte precolombino.

En 1942 la Gobernación del Valle del Cauca contrató al ictiólogo inglés Cecil Miles para adelantar una investigación sobre los peces de agua dulce de la región. Como resultado se obtuvo una colección de aproximadamente 3300 ejemplares. 10 años más tarde el Departamento adquirió parte de la colección arqueológica del padre Emilio Camacho. 
Con la creación en 1962 del Parque nacional natural Farallones de Cali, por medio del decreto 162 el cual reglamentaba que toda colección botánica o zoológica realizada en el lugar debería ser conservada en el museo que se crearía para tal labor, y en el cual se conservarían también las dos colecciones adquiridas previamente y que hasta entonces habían sido expuestas en diversos lugares por falta de uno propio.
Se contrató al biólogo Federico Carlos Lehmann Valencia, quien en ocasiones pasadas ya había propuesto la creación de un museo de historia natural para Cali. La gestión de Lehmann ante la Secretaría de Agricultura y Ganadería del Valle dieron como resultado la expedición del decreto para la creación del museo, que llevó por nombre inicialmente Museo de Historia Natural.
El museo abrió sus puertas oficialmente el 16 de diciembre de 1963 y contaba para entonces con departamentos y dependencia en geología y mineralogía, antropología y arqueología, mastozoología, ornitología, herpetología, ictiología, entomología, botánica y taxidermia. La primera sede se ubicó en el barrio Santa Teresita, en una casa de 1.612  m², primeramente alquilada y que luego pasó a manos del Departamento. Se expusieron dioramas sobre el parque nacional natural Los Farallones, la laguna de Sonso, el cañón de Juanambú y la zona de manglares del Pacífico colombiano; además de las dos colecciones propiedad del Departamento, así como aves, esqueletos, una muestra de insectos y una colección pequeña de mamíferos prestados por otras instituciones.
En 1974, y tras la muerte de Lehmann, el museo cambia de nombre de Museo de Historia Natural al de Museo de Ciencias Naturales Federico Carlos Lehmann, como homenaje póstumo a su director y principal gestor. Más tarde el museo pasa a formar parte al Instituto Vallecaucano de Investigaciones Científicas (posterior INCIVA), organismo adscrito a la Gobernación del Valle del Cauca. En 1979 el museo se fusionaría con la Unidad de Investigaciones Botánicas de la Secretaría de Agricultura, entidad que administraba el Jardín Botánico del Valle en Tuluá. Al entrar a operar la nueva institución en el edificio del museo, este empezó a ver reducido su espacio para exposiciones, por lo que parte de la colección fue trasladada al Jardín Botánico en el corazón del Valle.
En el año 2003 el museo se traslada a la que hoy es su sede en el Centro para la Ciencia, la Cultura y la Educación Rodrigo Lloreda Caicedo (CECCE), actual Manzana del Saber. El INCIVA empezó a ocupar desde 2004 el cuarto piso del edificio.

## Colección
La colección inaugural del museo estaba constituida por la muestra de peces de agua dulce del ictiólogo Cecil Miles, la colección de insectos donada por el entomólogo Adalberto Figueroa, la colección de pieles de aves y mamíferos realizada por Lehmann patrocinada por la Fundación Rockefeller y la colección privada de Lehmann y que luego donaría. La colección arqueológica del padre Emilio Camacho, y colecciones de aves y mamíferos provenientes de privados y de los colegios La Sagrada Familia y Santa Librada.
Actualmente el museo cuenta con 15.000 piezas en su colección zoológica de referencia, 4000 piezas en exhibición de diversos taxones, material etnográfico, arqueológico, geológico, películas y documentales, además de un centro de documentación especializado con abundante bibliografía en ciencias naturales y sociales.